# Sedliště (ort i Tjeckien, Plzeň)
Sedliště är en ort i Tjeckien.   Den ligger i regionen Plzeň, i den västra delen av landet, 80 km sydväst om huvudstaden Prag. Sedliště ligger 452 meter över havet och antalet invånare är 122.
Terrängen runt Sedliště är platt åt sydväst, men åt nordost är den kuperad.Runt Sedliště är det ganska glesbefolkat, med 27 invånare per kvadratkilometer. Närmaste större samhälle är Rožmitál pod Třemšínem, 18,7 km öster om Sedliště. Omgivningarna runt Sedliště är en mosaik av jordbruksmark och naturlig växtlighet.